# Классификация среднерусских говоров
Классифика́ция среднеру́сских го́воров — группировка переходных говоров русского языка, проведённая в зависимости от распространения в них различных сочетаний диалектных черт. Различают ареальную классификацию, на основе методов лингвистической географии, и типологическую классификацию на основе типологических закономерностей.

## Ареальная классификация

### Диалектологическая карта русского языка 1915 года

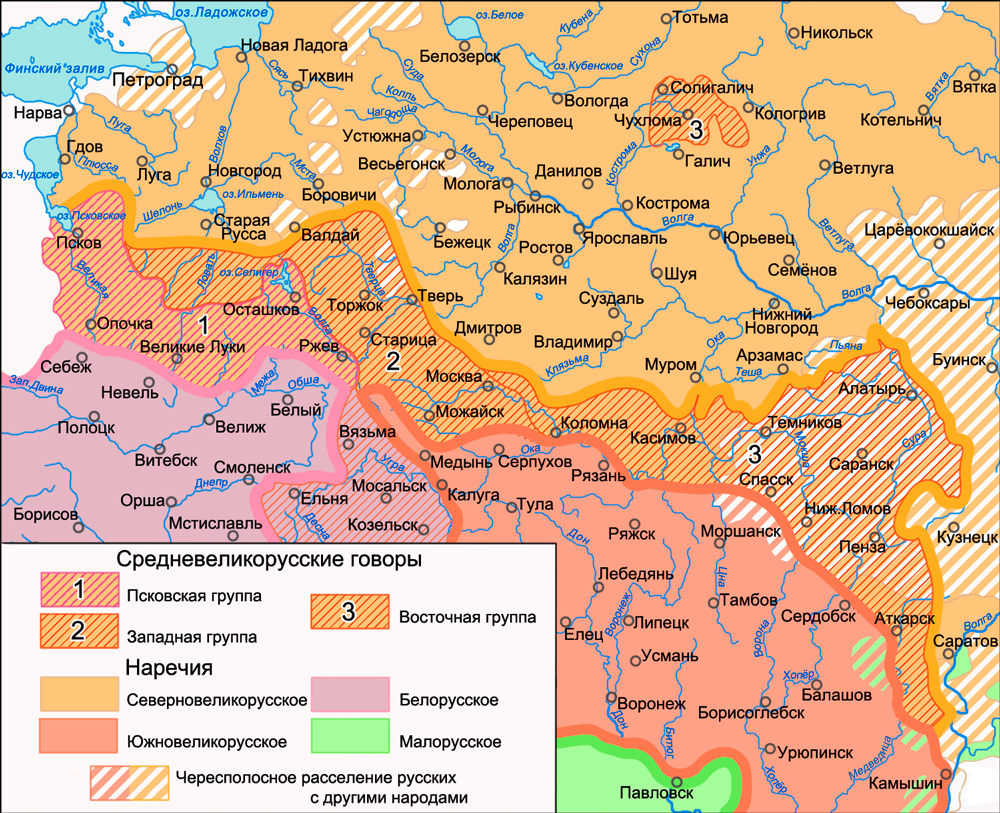
Среднерусские говоры на диалектологической карте 1914 года

Согласно диалектологической карте русского языка 1915 года среднерусские говоры (по терминологии карты — средневеликорусские) разделялись на псковскую (переходную к говорам белорусского наречия), западную и восточную группы (к западу и к востоку от Москвы, соответственно) (переходные к говорам южновеликорусского наречия), и занимали узкую полосу между говорами южного и северного наречий (в традициях того времени называемых северновеликорусским и южновеликорусским).
При составлении карты 1915 года в отношении выделения средневеликорусских говоров были применены синхронный и генетический подходы, средневеликорусские говоры были определены как переходные в составе северновеликорусского наречия, имеющие северновеликорусское происхождение, утратившие оканье и воспринявшие ряд южнорусских черт. Одно из основных языковых явлений, выбранных для классификации русских диалектов — распространение смычно-взрывного согласного г — было принято за южную границу северновеликорусского наречия со средневеликорусскими говорами в его составе, основным признаком южновеликорусского наречия и его северной границей, соответственно, определено произношение фрикативной фонемы γ.
При этом говоры, которые хотя бы отчасти сохраняли оканье (современные Новгородские говоры, говоры Гдовской и Владимирско-Поволжской групп) отнесены к северновеликорусским, а говоры с полной утратой оканья отнесены к средневеликорусским. Территория распространения средневеликорусских говоров была охарактеризована как сочетающая южновеликорусское аканье с северновеликоруским произношением смычно-взрывного г.
Формирование среднерусских говоров авторами диалектологической карты 1915 года объясняется взаимовлиянием наречий русского языка, при котором возникли переходные говоры на северновеликорусской основе с белорусскими и южновеликорусскими наслоениями. Усиление влияния наречий одно на другое с образованием средневеликорусских говоров произошло в достаточно позднее время только после объединения обоих наречий в одном великорусском.

### Диалектологическая карта русского языка 1965 года

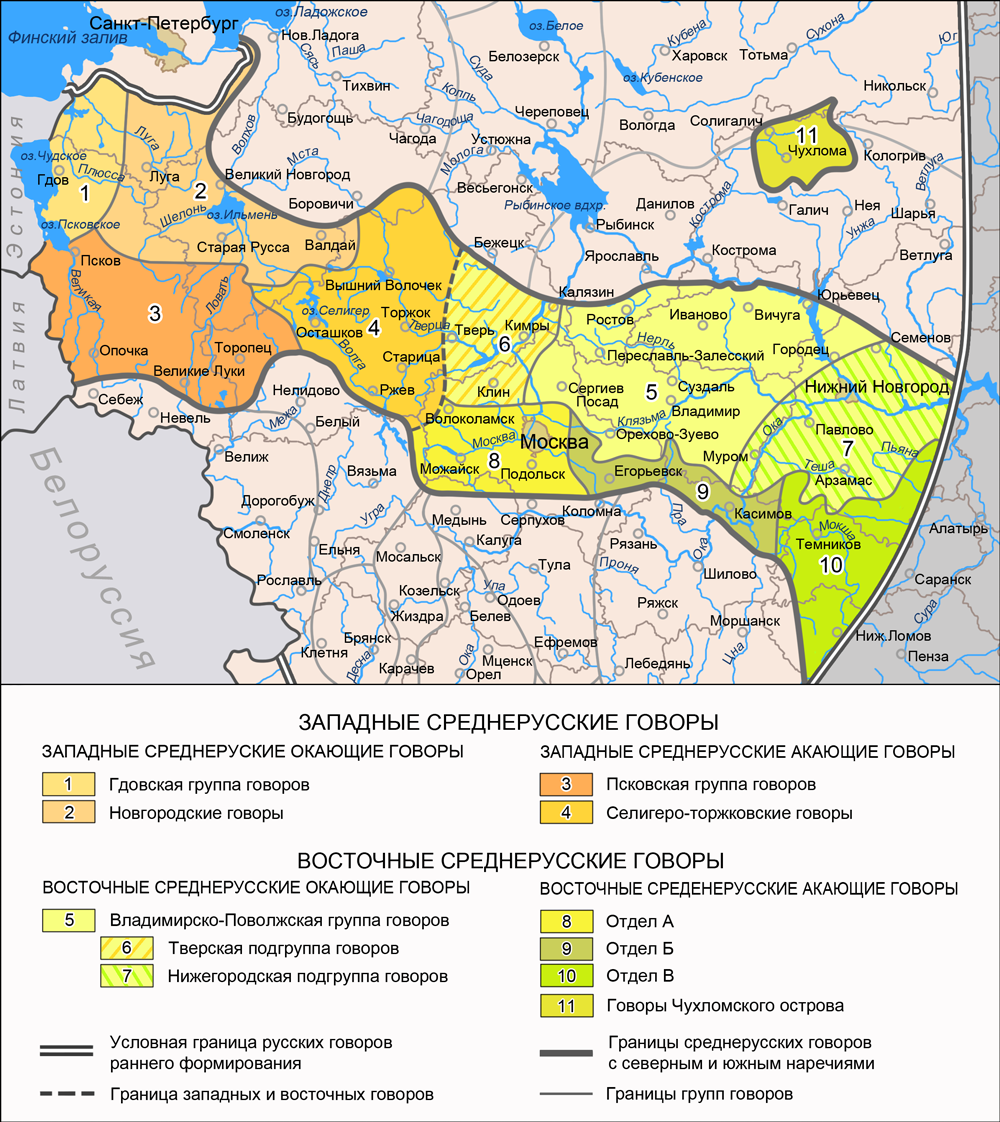
Среднерусские говоры
На основе данных

На диалектологической карте русского языка 1965 года в сравнении с картой 1915 года имеются отличия как в территории распространения среднерусских говоров, так и в составе их диалектных подразделений и в принципе выделения говоров.
Последующее изучение среднерусских говоров после составления диалектологической карты 1915 года показало более длительный процесс образования говоров, неоднородность и сложность процессов междиалектных контактов в истории развития говоров данной территории, неодинаковое по значимости и по времени участие в них диалектных групп, в результате чего сформировались разнообразные среднерусские говоры как на основе северного, так и южного наречий, а в ряде случаев без определённой основы.
Новые диалектологические данные вызвали необходимость изменения и уточнения в группировке говоров русского языка, включая и среднерусские в их составе. Было выяснено, что некоторые группы говоров, противопоставленные по наличию в них оканья или аканья, в других языковых чертах в большинстве своём проявляют только сходства. На территории части окающих говоров распространено больше южных черт, чем северных, при этом в ряде случаев окающие говоры отличаются от соседних акающих среднерусских только оканьем.
На диалектологической карте русского языка, составленной в 1965 году К. Ф. Захаровой и В. Г. Орловой отмечена условность объединения западных и восточных среднерусских говоров, представлена их более подробная классификация, подчёркнута неоднородность групп среднерусских говоров, показано значительное увеличение территории среднерусских говоров в северном и северо-западном направлениях, в них были включены области окающих говоров с неполным оканьем, в которых распространены диалектные черты южного наречия — Владимирско-Поволжская группа (за исключением говоров около Ярославля) (что закономерно объединило их в составе восточных среднерусских говоров с московскими, имеющими с ними общее генетическое происхождение), и часть Западной группы (по карте 1915 года), образующей современные говоры Гдовской группы и Новгородские говоры.

#### Западные и восточные среднерусские говоры
Среднерусские говоры делятся на два больших диалектных объединения — западное и восточное. Граница между ними проходит по совмещению отрезков изоглосс западной диалектной зоны с пучками изоглосс северо-западной и северо-восточной зон на севере и юго-западной и юго-восточной зон на юге. Разделяя языковые черты разных диалектных зон, западные и восточные говоры тем самым противопоставляются друг другу. Главной их характеристикой является помимо распространения черт разных диалектных зон, не наличие собственных языковых черт (которые расположены разрозненно, не охватывая всей территории как на западе, так и на востоке), а различное сочетание черт северного и южного наречий. Для западных среднерусских говоров характерны диалектные черты периферийной территории, а для восточных — черты центральной территории, во многом совпадающие с русским литературным языком.

#### Западные среднерусские говоры
Западные среднерусские говоры охватывают территории к западу от Твери в пределах распространения среднерусских говоров, включают в себя Гдовскую и Псковскую группы говоров (которые рассматриваются как самостоятельные группы по наличию в них определённых языковых комплексов собственных диалектных явлений), и Новгородские и Селигеро-Торжковские говоры (которые не рассматриваются как самостоятельные группы, так как сочетают небольшое число разнородных диалектных явлений), основой их формирования являются прежде всего древненовгородский и древнепсковские диалекты. Западные среднерусские говоры характеризуются распространением диалектных черт северного и южного наречий как общих для всех среднерусских говоров, так и присущих только западным, а также всеми чертами западной диалектной зоны. Западные говоры разделяют часть диалектных черт северной, северо-западной и юго-западной диалектных зон, в области взаимопересечения пучков изоглосс которых локализуется их ареал, что характеризует западные как межзональные (переходные) говоры.

#### Восточные среднерусские говоры
Восточные среднерусские говоры расположены на территории к востоку от Твери в пределах распространения среднерусских говоров, в их состав входят Владимирско-Поволжская группа говоров (рассматриваемая как самостоятельная группа по наличию в ней ярко выраженного языкового комплекса собственных диалектных явлений) и восточные среднерусские акающие говоры (сочетающие в себе небольшое число разнородных диалектных явлений и не рассматриваемые как самостоятельные группа или ряд групп), они являются продолжением развития древнего Ростово-Суздальского диалекта. Восточные среднерусские говоры характеризуются распространением диалектных черт северного и южного наречий как общих для всех среднерусских говоров, так и присущих только восточным. Ареал восточных говоров (характеризуемых как межзональные (переходные) говоры) находится в области взаимопересечения пучков изоглосс северо-восточной и юго-восточной диалектных зон.

#### Окающие и акающие среднерусские говоры
При наличии общего для всех среднерусских говоров диалектного явления — неразличения гласных во втором предударном и заударном слогах после твёрдых согласных — в части говоров возможно его сочетание с различением гласных в первом предударном слоге (оканьем). Такие говоры определяются как окающие и локализуются в северных областях территории среднерусских говоров, им противопоставляются акающие говоры на юге с неразличением гласных в первом предударном слоге (аканьем). Как западное, так и восточное объединения среднерусских говоров включают в свой состав группы окающих и акающих говоров.
Классификация, составленная К. Ф. Захаровой и В. Г. Орловой:
Западные среднерусские говоры
- Западные среднерусские окающие говоры
  - Новгородские говоры в составе западных среднерусских окающих говоров
  - Гдовская группа
- Западные среднерусские акающие говоры
  - Псковская группа
  - Селигеро-Торжковские говоры в составе западных среднерусских акающих говоров

Восточные среднерусские говоры
- Восточные среднерусские окающие говоры
  - Владимирско-Поволжская группа (с Тверской и Нижегородской подгруппами)
- Восточные среднерусские акающие говоры
  - Отдел А
  - Отдел Б
  - Отдел В
  - Говоры чухломского острова

## Структурно-типологическая классификация
Наряду с классификацией русских говоров методами лингвистической географии также существует структурно-типологическая классификация, созданная, как и диалектологическая карта 1964 года, на основе данных диалектологического атласа русского языка. Структурно-типологическая классификация русских говоров как частных диалектных систем с использованием для анализа математических методов была проведена Н. Н. Пшеничновой. Единицами данной классификации являются говоры как целостные языковые системы: совокупности однородных говоров, совокупности переходных говоров и совокупности смешанных разнородных говоров. Каждый из говоров или может принадлежать к совокупности говоров одного из диалектных типов (того или иного классификационного ранга, иначе уровня деления) или может входить в совокупность говоров, которые ни к одному из диалектных типов отнести нельзя.
В отличие от ареальной, в структурно-типологической классификации представлено четырёхуровневое деление. На первом уровне выделяются говоры Западнорусского, Севернорусского и Южнорусского диалектных типов, в которых в свою очередь выделяются говоры диалектных типов рангом ниже и говоры, которые к какому-либо диалектному типу отнести нельзя и т. д. Среднерусским говорам по диалектологической карте 1964 года приблизительно соответствуют следующие диалектные типы структурно-типологической классификации:
- Говоры Западнорусского диалектного типа, выделяющиеся на первом уровне, включают выделяемые на втором уровне говоры Северо-западного диалектного типа, в их составе — говоры Псковского диалектного типа на третьем уровне (примерно охватывающие территорию большей части Псковской группы по карте 1964 года) и другие смешанные говоры (к смешанным говорам относится северная часть территории Гдовской группы и островные вкрапления на восток от Чудского озера до Твери), и далее на четвёртом уровне выделяется однородная группа Южнопсковского диалектного типа[18].
- Среднерусские говоры как единый диалектный тип не выделяются (так как не имеют единых типоопределяющих признаков), более того на их территории находится большое число вкраплений севернорусских и южнорусских говоров, или сами среднерусские говоры являются вкраплениями в севернорусских (в основном точечными, наиболее часто в районе Чухломы и Солигалича) и южнорусских (в основном крупными вкраплениями на юго-востоке) говорах. Однородный диалектный тип на территории среднерусских говоров выделяется только на третьем уровне — Центральный среднерусский диалектный тип (близкий по территории к отделу А по карте 1964 года) и Восточный среднерусский диалектный тип (разрозненные ареалы в восточной части среднерусских говоров). На четвёртом уровне выделяются: Тверской диалектный тип (близкий по территории Тверской, или Калининской, подгруппе говоров), Верхневолжский диалектный тип (восточная часть селигеро-торжковских говоров) и Юго-восточный среднерусский диалектный тип (близкий по территории к отделу В). Остальные говоры — переходные между разными диалектными типами или смешанные совокупности говоров разных уровней деления. Территория, которую занимают говоры данных диалектных типов, а также разнородные говоры, которые нельзя отнести к какому-либо диалектному типу, близка по очертаниям территории средневеликорусских говоров на карте 1914 года (исключая из них псковские говоры) с небольшими отличиями: в структурно-типологической классификации к среднерусским отнесены южные владимирско-поволжские говоры и не включены южные восточные среднерусские акающие говоры[19].
- Говоры Севернорусского диалектного типа, выделяющиеся на первом уровне, включают выделяемые на втором уровне говоры Владимирско-Поволжского диалектного типа (северная часть Владимирско-Поволжской группы по карте 1964 года), на третьем — говоры Нижегородско-Ивановского диалектного типа и на четвёртом — ядро Владимирско-Поволжского типа — Нижегородский диалектный тип (близкий по территории Нижегородской, или Горьковской, подгруппе говоров). Также в севернорусских говорах на втором уровне выделяются говоры Новгородского диалектного типа, а на третьем — Новгородско-Ладожского диалектного типа (включающего территорию новгородских говоров по карте 1964 года), к севернорусским относятся кроме того территории южной части Гдовской группы и северной части селигеро-торжковских говоров [20].